# Mount Kendrick
Mount Kendrick är ett berg i Antarktis. Det ligger i den centrala delen av kontinenten. Nya Zeeland gör anspråk på området. Toppen på Mount Kendrick är 3 610 meter över havet, eller 312 meter över den omgivande terrängen. Bredden vid basen är 4,0 km.
Terrängen runt Mount Kendrick är varierad. Trakten är obefolkad. Det finns inga samhällen i närheten.